# إدوارد جون إيتيان ديلينيي
إدوارد جان إتيان ديليجني (من مواليد 12 ديسمبر 1815 في بلان (إندري-لوار) - توفي في فبراير 1902 في بلان ، في ممتلكاته في لا غوبليير) كان جنديًا فرنسيًا من القرن التاسع عشر ، وكان عامًا في فرقة مشاة و صليب وسام جوقة الشرف.

## سيرة شخصية
- تم قبوله في المدرسة العسكرية الملكية في لا فليش عام 1827 ،
- ثم تابع إدوار جان إتيان ديليني تدريبه العسكري في سان سير عام 1832. وعُين ملازمًا ثانيًا في 20 أبريل 1835

- في الجزائر منذ 12 مايو 1840 ، قام بعدة رحلات استكشافية إلى مقاطعة وهران والمغرب في عام 1844 ، وانتهت بمعركة إيسلي
- نقيب في 19 أكتوبر 1844
- عقيد 1854
- عميد 1855

## الحملات الاستعمارية
- معركة إيسلي
- حملة سيباو 1854
- حصار الأغواط
- مقاومة سيدي لزرق بلحاج

## شهادات
- في كانون الأول (ديسمبر) 1853 ، أمر الجنرال بليسييه في رسالة إلى الملازم سيغريتان:

| إدوارد جون إيتيان ديلينيي | قررت أن المركز الذي تبنيه سيُطلق عليه اسم Geryville وسيطلق على البرج المنفصل اسم Deligny. | إدوارد جون إيتيان ديلينيي |

- أخذ الإمبراطور نابليون الثالث من طاولة عمله تمثالًا صغيرًا من البرونز لابنه وسلمه للجنرال ديليني ، قائلاً له:

| إدوارد جون إيتيان ديلينيي | إليك ، تقديراً لخدماتك للإمبراطورية. اخدمه! | إدوارد جون إيتيان ديلينيي |